# Gary Anderson (ingeniero)
Gary Anderson (Coleraine, 9 de marzo de 1951) es un diseñador de coches de carreras británico. Fue director técnico de los equipos de Fórmula 1 Jordan Grand Prix y Jaguar Racing.

## Carrera profesional

### En sus inicios
Nacido en Irlanda del Norte. Se mudó a Inglaterra para convertirse en corredor, pero consiguió un trabajo como mecánico. Se unió a Brabham a través de Motor Racing Stables. Ascendido a Jefe de Mecánicos y trabaja para Gordon Murray.
En 1976, se independizó con su compañero mecánico Bob Simpson y desarrolló la máquina F3 de Anson, pero la actividad se interrumpió debido a dificultades financieras. Anderson pronto regresará al equipo de F1, trabajando para McLaren y Ensign. En 1983, comenzó de nuevo en Anson y tuvo éxito en F3 y Fórmula Super Vee.
En 1985, se mudó a los Estados Unidos para convertirse en el ingeniero jefe de Gareth Racing en CART y se hizo amigo del piloto Roberto Moreno. En 1988, como director técnico de Bromley Motorsport, ayudó a Moreno a ganar el Campeonato Internacional F3000. Fue invitado a Reynard porque el equipo estaba usando el chasis de Reynard y diseñó la máquina F3000 en 1989 y 1990.

### Jordan (Primera etapa)
En 1990, a pedido de Eddie Jordan Racing (EJR), un poderoso equipo de F3000 Internacional, desarrolló el Jordan 191 con Mark Smith y otros. Al año siguiente, en 1991, cuando el Jordan Grand Prix ingresó a la F1 por primera vez, el 191 atrajo la atención debido a su hermoso diseño y alto poder de combate. El propio Anderson se convirtió en director técnico de Jordan en 1992.
Desde entonces, Jordan ha aumentado constantemente la fuerza de su equipo gracias a la sólida gestión del equipo de Eddie Jordan y al poder del departamento de desarrollo dirigido por Anderson. Bajo Anderson, jóvenes ingenieros como Mark Smith (Director Técnico de Caterham), Andrew Green (Director Técnico de Force India) y Nicolò Petrucci (exjefe Aerodinámico de Toyota) crecieron.
Rubens Barrichello ganó su primera pole position en el Gran Premio de Bélgica de 1994. En el Gran Premio de Bélgica de 1998, obtuvo su primera victoria conduciendo Damon Hill. Sin embargo, Anderson dejó a Jordan a mediados de la temporada 1998 sin ver el momento (sucesor Mike Gascoyne).

### Stewart/Jaguar
Se unió al Stewart Grand Prix a finales de 1998 y participó en el envejecimiento del SF3 diseñado por Alan Jenkins. En el Gran Premio de Europa de 1999, obtuvo su primera victoria con un drive de Johnny Herbert.
Stewart fue adquirida por Ford y se trasladó a Jaguar Racing en 2000. Anderson diseñó la primera máquina de F1 de Jaguar, la R1, pero falló y fue perseguido por el equipo a finales de 2000 (sucesor Steve Nichols). Después de eso, estuvo involucrado en el programa CART de Reynard por un tiempo.

### Jordan (Segunda etapa)/Después de eso
En 2002, regresó a Jordan, el antiguo nido, y se encargó de mejorar el EJ12 diseñado por Eghbal Hamidi. En 2003, desarrolló el EJ13 con Henri Durand. Giancarlo Fisichella ganó el Gran Premio de Brasil de 2003, pero su desempeño no mejoró debido a las dificultades financieras del equipo. Después de eso, después de estar involucrado en el equipo de GP2 por un corto tiempo como ingeniero de carreras, actualmente está trabajando en los comentarios sobre las transmisiones de las carreras en los medios de comunicación.